# Cesare Caldonazzo
Cesare Caldonazzo (fl. XX secolo) è stato un calciatore italiano, di ruolo difensore.

## Carriera
Ha giocato 14 partite in massima serie con la maglia del Vicenza.